# Lore Schulz
Lore Schulz (* 16. September 1938 in Hamburg) ist eine ehemalige deutsche Schauspielerin bei Bühne und Film.

## Leben und Wirken
Lore Schulz erhielt ihre künstlerische Ausbildung in ihrer Heimatstadt an der von Eduard Marks geleiteten Schauspielschule und spielte anschließend an mehreren Hamburger Bühnen Theater (Kammerspiele, Das junge Theater, Theater im Zimmer). Bereits 1956 stand sie erstmals vor der Kamera. In nur fünf Jahren sah man sie in einer Reihe von Kinofilmen, in der sie mal frische, junge Frauen von heute und einfache Angestellte wie an der Seite Zarah Leanders als Hausmädchen in Der blaue Nachtfalter aber auch straffällig gewordene „Sünderinnen“ wie beispielsweise in Im Namen einer Mutter oder ins „Milieu“ abzurutschen drohende Mädchen wie in Der Jugendrichter an der Seite von Heinz Rühmann verkörperte. Nach Auftritten in zwei Hamburger TV-Kriminalfilmserien zog sich Lore Schulz 1963 von der Schauspielerei zurück.

## Filmografie
- 1956: Drei Birken auf der Heide
- 1957: Ein Ausgangstag
- 1957: Die Sache mit Kasanzew
- 1957: Die unentschuldigte Stunde
- 1958: Das Mädchen aus Hamburg (La fille de Hambourg)
- 1958: Die Brüder
- 1959: Der blaue Nachtfalter
- 1959: Der Jugendrichter
- 1960: Die junge Sünderin
- 1960: Im Namen einer Mutter
- 1961: Blond muß man sein auf Capri
- 1961–62: Stahlnetz (TV-Serie, zwei Folgen)
- 1963: Hafenpolizei (TV-Serie, eine Folge)